# سیارک ۲۳۱۵۸
سیارک ۲۳۱۵۸ (به انگلیسی: 23158 Bouligny، نامگذاری:2000DN99) بیست و سه هزار و صد و پنجاه و هشتمین سیارک کشف شده‌است که در ۲۹ فوریه ۲۰۰۰ کشف شد.
قدر مطلق سیارک برابر ۱۹٫۵ است.